# Kamil Ťoupal
Kamil Ťoupal (* 28. April 1973 in České Budějovice, Tschechoslowakei) ist ein ehemaliger deutsch-tschechischer Eishockeyspieler, der zwischen 1999 und 2013 ausschließlich beim EV Landshut unter Vertrag stand.

## Karriere
Kamil Ťoupal begann seine Karriere in den Nachwuchsmannschaften des HC České Budějovice, für den er in der Spielzeit 1990/91 seine ersten Einsätze in der ersten tschechoslowakischen Liga hatte. Er spielte bis 1994 für seinen Heimatverein, bevor er vor der Saison 1994/95 zum Ligakonkurrenten HC Pardubice wechselte. Er absolvierte allerdings nur 22 Extraliga-Partien für Pardubice und entschied sich zu einem Wechsel ins europäische Ausland. Er unterschrieb beim niederländischen Erstligisten Eindhoven Kemphanen und kam 15 Mal zum Einsatz. Im Sommer 1995 wechselte er zurück zu seinem Heimatverein, für den er bis 1999 spielte.
Nach dem Abstieg der Landshut Cannibals 1999 begann ein Neuaufbau der Mannschaft für die Oberliga, für die Kamil Ťoupal verpflichtet wurde. Seit diesem Zeitpunkt spielte Ťoupal ununterbrochen für die Cannibals und erhielt 2006 seinen deutschen Pass.
In der Spielzeit 2001/02 gelang der Aufstieg der Cannibals in die 2. Bundesliga, in der der Verein seitdem spielt. Am Ende der Saison 2003/04 stand er mit seiner Mannschaft im Playoff-Finale der 2. Bundesliga gegen die Grizzly Adams Wolfsburg, wobei er sich schwer verletzte. Ťoupal schlug mit dem Kopf auf das Eis und erlitt einen Schädelbasisbruch.
Im Jahr 2004 wurde er zum Kapitän der Mannschaft gewählt. In der Saison 2007/08 stand Ťoupal im Halbfinale der Playoffs gegen die Heilbronner Falken, die mit 4:0 Spielen besiegt wurden. Im Play-off-Finale konnte die Mannschaft allerdings nicht gegen die Kassel Huskies bestehen, die damit den Meistertitel und den sportlichen Aufstieg in die Deutsche Eishockey Liga feiern konnten. In der Spielzeit 2011/12 führte der Verteidiger die Kannibalen nach Sweeps gegen die Hannover Indians und den EV Ravensburg sowie einem umkämpften Finale gegen die Starbulls Rosenheim zur Zweitligameisterschaft.
Nach der Saison 2012/13 beendete er seine Karriere im Alter von 40 Jahren. Insgesamt absolvierte Ťoupal 790 Spiele für den EV Landshut und erreichte dabei 586 Scorerpunkte. Aufgrund seiner Verdienste für den Verein wurde er mit einem Abschiedsspiel verabschiedet.